# Parti du Reich pour les droits civils et la déflation
Le Parti du Reich pour les droits civils et la déflation (en allemand : Reichspartei für Volksrecht und Aufwertung, abrégé en VRP) était un parti de la République de Weimar, militant entre 1926 et 1933 pour les intérêts des personnes touchées par l'inflation. Aux élections du Reichstag de mai 1928, il contribue, avec d'autres partis, à exprimer le mécontentement d’une partie des électeurs conservateurs envers le Zentrum et le DNVP. Sa base électorale a été sifonée en 1933 par le NSDAP.

## Histoire

### Création
Après la crise d'hyperinflation de 1923, de nombreuses organisations de personnes dont les économies ont été vaporisée se constituent.
Leurs revendications portent sur une protection des actifs financiers des épargnants, des retraités et d’autres groupes. Ces organisations ne considéraient pas leurs intérêts comme pris en compte par les lois de réévaluation de la monnaie de juin 1925. Après que le ministère de l'Intérieur du Reich eut rejeté l'organisation d'un référendum contre ces lois en août 1926, la plus grande organisation de personnes touchées par l'inflation, l'Association des épargnants du Reich allemand (Spb), décida de fonder son propre parti politique. Celui-ci devait avoir comme programme la promulgation de lois de revalorisation du marks par la création d'une majorité au Reichstag.
Adolf Bauser était un dirigeant du Spb, et devint président de ce parti, dont la création fut entérinée les 28 et 29 août 1926, lors d'une réunion de diverses organisations de personnes touchées par l'inflation à Erfurt. Le Parti du Reich pour les droits civils et la déflation fut finalement proclamé le 20 février 1927.
Il y avait auparavant des conflits entre les organisations des personnes touchées par l'inflation, qui concernaient notamment une meilleure prise en compte des intérêts des victimes de la guerre, des locataires et des retraités. À partir de février, les fonctions dirigeantes du parti furent presque exclusivement occupées par des représentants de l'Association des épargnants.

Sur le plan programmatique, le parti est resté très général sur tout ce qui ne concernait pas l'inflation, comme les politiques intérieure, étrangère ou culturelle. Les objectifs du parti étaient les suivants :
« Le Parti des droits du peuple exige la réparation de l'injustice de la politique d'inflation, telle qu'elle se manifeste avant tout dans les lois dites de réévaluation. [...] Afin de satisfaire les créanciers des obligations publiques, les bénéfices inflationnistes non couverts par la réévaluation doivent être utilisé avant tout [...] Nous exigeons la protection du Créateur, et le sauvetage du peuple contre l'exploitation malhonnête par le grand capital, national et étranger, sous ses diverses formes.« Nous luttons en particulier contre les cartels, les syndicats et les trusts qui visent à influencer les prix des produits nationaux et étrangers afin d'exploiter les consommateurs. Reconnaissant la grande importance de la question sociale pour l’avenir de l’Allemagne et compte tenu de l’accumulation toujours croissante du capital entre quelques mains, nous exigeons un rééquilibrage des richesses par la création d'une classe moyenne aussi large que possible. » 
Le parti ne conserve pas d'information sur le nombre de ses membres ; des estimations les chiffrent à 50 000 dans sa première année. Une organisation de jeunesse lui était affiliée, sous le nom de Posadowsky-Jugendbund (Ligue de la jeunesse pour les droits du peuple), nommée d'après l'ancien vice-chancelier de l'Empire allemand Arthur von Posadowsky-Wehner. Posadowsky-Wehner était président d'honneur du parti, et détenait également un mandat du VRP au Parlement de l'État prussien.

### Succès électoraux
Le Parti des droits du peuple a remporté ses premiers succès aux élections nationales de Saxe, de Thuringe et de Hesse en 1926 et 1927. À partir de 1927, il fut membre de deux gouvernements des Länder, et nomma Arthur von Fumetti, ministre de la Justice de Saxe, et Wilhelm Toelle, ministre des Finances de Thuringe.
Lors des élections au Reichstag de mai 1928, le VRP remporta près d'un demi-million de suffrages et 1,6 % des suffrages valables, mais n'a obtenu que deux mandats à cause d'une subtilité du vote législatif de l'époque. Georg Best et Adolf Lobe ont assumé les mandats. Lobe fit défection au DDP à la fin de 1929, puis démissionna du Reichstag ; Emil Herberg lui succéda. Malgré son succès électoral, le VRP n'a jamais eu l'impact qu'il souhaitait contre l'inflation, d'abord à cause du succès de parti quasi-similaires, comme le Parti des classes moyennes, et à la fragmentation du mouvement pour la déflation.
Une partie des militants du mouvement se sont en effet séparé du VRP pour fonder le Bloc populaire, plus à droite, ou bien ont mis en place des alliances avec le DDP. La section régionale du parti en Prusse a du être dissoute par le conseil exécutif fédéral pour cette raison.

### Disparition
Dans la phase finale de la République de Weimar, de nombreux membres et électeurs du VRP ont rejoint le NSDAP. Aux élections du Reichstag de 1930, le VRP s'est présenté allié au Parti chrétien-social du Reich, mais est resté avec 0,8% en dessous du résultat de 1928, sans représentants au Reichstag. En juillet 1932, Bauser réussit à remporter un mandat au Reichstag, sur la base d'une alliance électorale avec le Service populaire chrétien-social, mais celui-ci fut perdu aux élections de novembre. Après la « prise du pouvoir » national-socialiste, le Parti des droits du peuple fut dissous en mai 1933.
Certaines associations régionales et groupes locaux ont demandé à leurs membres de rejoindre le NSDAP.